# Tauroscopa
Tauroscopa is een geslacht van vlinders van de familie grasmotten (Crambidae).

## Soorten
- T. callixutha Turner, 1925
- T. gorgopis Meyrick, 1888
- T. howesi Philpott, 1928
- T. lachnaea (Turner, 1913)
- T. notabilis Philpott, 1923
- T. trapezitis Meyrick, 1905